# Université d'État de Grand Valley
L'université d'État de Grand Valley (Grand Valley State University) est une université publique d'arts libéraux américaine, fondée en 1960 à Allendale Charter Township faisant partie de la zone non incorporée de Grand Valley à l'est de Grand Rapids dans l'État du Michigan.

## Histoire
En 1958, une étude menée auprès de la législature d'État du Michigan avait démontré la nécessité d'une université dans la région de Grand Rapids, la deuxième plus grande agglomération du Michigan. L. William Seidman, homme d'affaires et originaire de Grand Rapids, a créé un comité pour étudier ce rapport afin de commencer la planification et la promotion d'une telle institution. L'année d'après, l'Assemblée législative du Michigan a commencé la construction de l'université. L'assemblée générale a organisé un concours afin de trouver un nom pour l'université, et parmi les 2500 soumissions, celui de « Grand Valley State College » a été choisi. Les dons privés (incluant 350 000 $ pour acheter des terrains et 1 000 000 $ pour la construction), ont été reçus de quelque 5 000 personnes, organisations et entreprises situées dans l'ouest du Michigan. En 1961, le rectorat de Grand Valley State College a choisi et acheté les terrains pour le campus, qui s'étendent sur près de 876 hectares dans le comté d'Ottawa, près de la rivière Grand et la construction de bâtiments universitaires a commencé l'année suivante.

### Les premières années
La première promotion de Grand Valley State College fut accueillie en 1963 et comptait 225 étudiants dont 138 ont reçu leurs diplômes le 18 juin 1967. Vers la fin des années 1960, Grand Valley a vu l'addition des résidences étudiantes et la construction de nouveaux bâtiments universitaires, y compris la bibliothèque Zumberge, portant le nom du premier président de l'université, James Zumberge.
Pendant les années 1970, Grand Valley a adopté le principe des facultés multiples, en créant le College of Arts and Sciences, le Thomas Jefferson College, le William James College, le Seidman College of Business, et le College IV. Ancien gouverneur du Michigan, William Milliken avait promulgué en 1973 le changement du nom de l'université qui devient Grand Valley State Colleges. Cependant, le « s » a été supprimé et le nom Grand Valley State College sera rétabli en 1983, lorsque les programmes d'études ont été organisés en filières.

## Facultés et départements
L'université est composée de huit facultés distinctes :
- The Seidman College of Business
- College of Community and Public Services
- College of Education
- College of Liberal Arts and Sciences
- Padnos College of Engineering and Computing
- College of Health Professions
- Kirkhof College of Nursing
- College of University-wide Interdisciplinary Initiatives